# 4e division d'infanterie coloniale
Pour les articles homonymes, voir 4e division.
La 4e division d'infanterie coloniale (4e DIC) est une unité militaire française qui regroupait des troupes coloniales. Créée peu avant la Seconde Guerre mondiale, elle combat jusqu'en juin 1940.

## Historique des garnisons, combats et batailles

### Entre-deux-guerres

#### Composition mi-1939
La division a son état-major à Toulouse.
- Demi-brigade de mitrailleurs indochinois et malgaches, de Pamiers :
  - 42e bataillon de mitrailleurs malgaches, de Pamiers,
  - 52e bataillon de mitrailleurs indochinois, de Carcassonne.
- 16e régiment de tirailleurs sénégalais, de Montauban, Castelsarrasin et Cahors,
- 24e régiment de tirailleurs sénégalais, de Perpignan et Sète,
- 12e régiment d'artillerie coloniale, d'Agen et Auch.

### Seconde Guerre mondiale

#### Composition en 1940
En mai 1940 :
- 2e régiment d'infanterie coloniale, mobilisé à Brest,
- 16e régiment de tirailleurs sénégalais, mobilisé à Montauban.
- 24e régiment de tirailleurs sénégalais, mobilisé à Perpignan
- 12e régiment d'artillerie coloniale, mobilisé à Agen,
- 212e régiment d'artillerie lourde coloniale, mobilisé à Auch,
- 74e groupe de reconnaissance de division d'infanterie, mobilisé à Tarbes.

#### 1939
La 4e DIC participe à l'offensive de la Sarre en septembre 1939, au nord de Bitche. Lors de l'hiver 1939-1940, les deux régiments de tirailleurs sénégalais partent dans le midi de la France et sont remplacés par la 52e demi-brigade de mitrailleurs coloniaux, le 4e régiment d'infanterie coloniale et le régiment d'infanterie coloniale du Maroc. Ils reviennent en avril 1940.

#### 1940
La 4e DIC s'est illustrée au cours de la Bataille de France de 1940. Cantonnée en Alsace, à Molsheim, pendant près de six mois chez Monsieur Louis Winterberger[pertinence contestée] parmi les officiers se trouvait Louis Lesieux qui fut par la suite le premier PDG d'Air France (décédé en 1996).
Après la percée allemande du 10 mai 1940, des troupes sont amenées sur la rive gauche de la Somme pour constituer la 10e Armée française dans l'objectif de tenir le fleuve et de contre-attaquer les troupes allemandes qui se sont éloignées fortement de leurs bases de départ.
La 4e division d'infanterie coloniale commandée par le général de Bazelaire de Ruppierre, à laquelle appartenaient notamment les 16e et 24e Régiments de Tirailleurs sénégalais, a combattu du 23 mai jusqu'au 7 juin 1940 dans les environs d'Amiens (Aubigny, Fouilloy, Villers-Bretonneux, Dury et Saleux).
Le 11 juin 1940, les Allemands massacrent un certain nombre de tirailleurs de la 4e division d'infanterie coloniale faits prisonniers au bois d'Eraine à Cressonsacq.
Le 12 juin, la division, quasiment vidée de son infanterie, forme un groupement avec les restes des 13e et 16e divisions d'infanterie. À la fin des combats après l'armistice du 22 juin 1940, les débris de la division ont tous passé le Cher et se rassemblent dans le Lot.

## Commandants de la Division
- 1938[réf. souhaitée]-1940 : général Maurice de Bazelaire de Ruppierre
- 1951-1953 : général Raymond Delange

## Lieux de mémoire de la4eDIC

### Oise

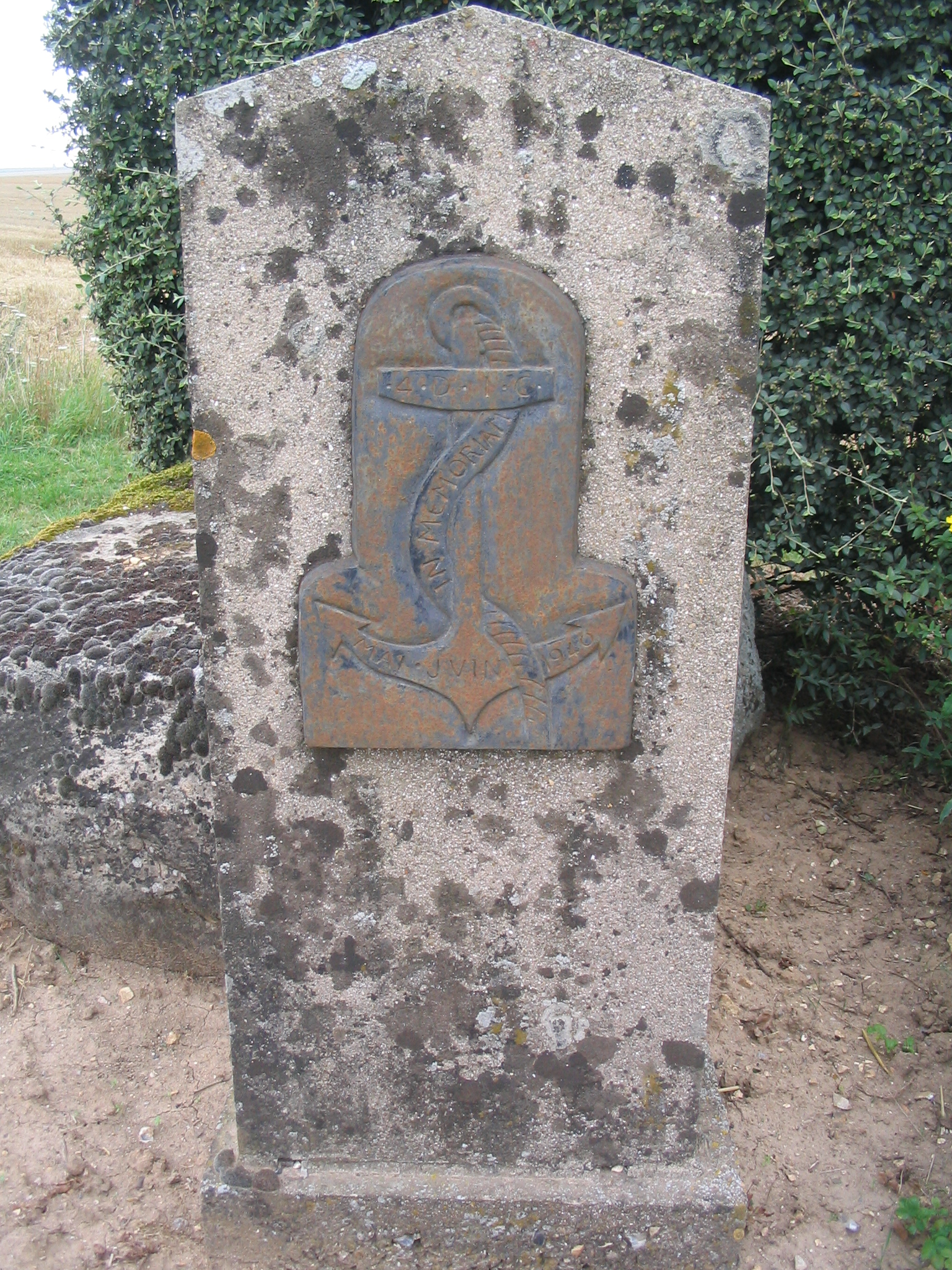
Stèle de Plainval

- Erquinvillers (Oise) : Monument à la  4e DIC
- Ferme de Levremont (Oise), entre Montdidier et Saint-Just-en-Chaussée : Monument à la 4e DIC
- Angivillers : monument à la sortie du village en direction de Pronleroy

- Circuit des Tirailleurs:
  - Avrechy : Cimetière communal, tombes de soldats de la 4e DIC
  - Lieuvillers : panneau à la mémoire des Tirailleurs sénégalais à côté du monument aux morts ; Plaque de rue
  - Plainval : stèle commémorative à la 4e DIC juin 1940
  - Ravenel (Oise) : panneau à la mémoire des Tirailleurs sénégalais près du monument aux morts

### Somme
- Aubigny : sur le mur extérieur du cimetière, stèle à la mémoire de la 4e DIC mai-juin 1940.
- Blangy-Tronville : sur le mur extérieur de la mairie, stèle à la mémoire de la 4e DIC mai-juin 1940.
- Boves : rue Manasses Barbier
- Cachy : place à la mémoire de la 4e DIC apposée sur le monument de la guerre de 1870.
- Démuin : stèle à la mémoire de la 4e DIC mai-juin 1940 sur le muret cloturant le monument aux morts.
- Fouilloy : sur le mur extérieur du cimetière communal, stèle à la mémoire de la 4e DIC mai-juin 1940.
- Glisy : sur le mur extérieur de l'église, à gauche de l'entrée, stèle à la mémoire de la 4e DIC mai-juin 1940.
- Le Hamel : sur le mur d'un bâtiment de la place du village, stèle à la mémoire de la 4e DIC mai-juin 1940.
- Longueau : 2 stèles à la mémoire de la 4e DIC mai-juin 1940 (1 - Rue du phare du bout du Monde, derrière Buffalo Grill. 2 - Chaussée Jules Ferry, entre le pont de l'Avre et l'entrée de parc équipement de la SNCF)
- Remiencourt : une plaque portant cette dédicace : « Aux combattants de la 4e DIC Marsouins, Bigors et Tirailleurs Sénégalais morts pour la France et au 2e R.I.C. Défenseur de Remiencourt 7 juin 1940 ».
- Villers-Bretonneux : dans l'entrée de la mairie, stèle à la mémoire de la 4e DIC mai-juin 1940.

Stèles dans la Somme
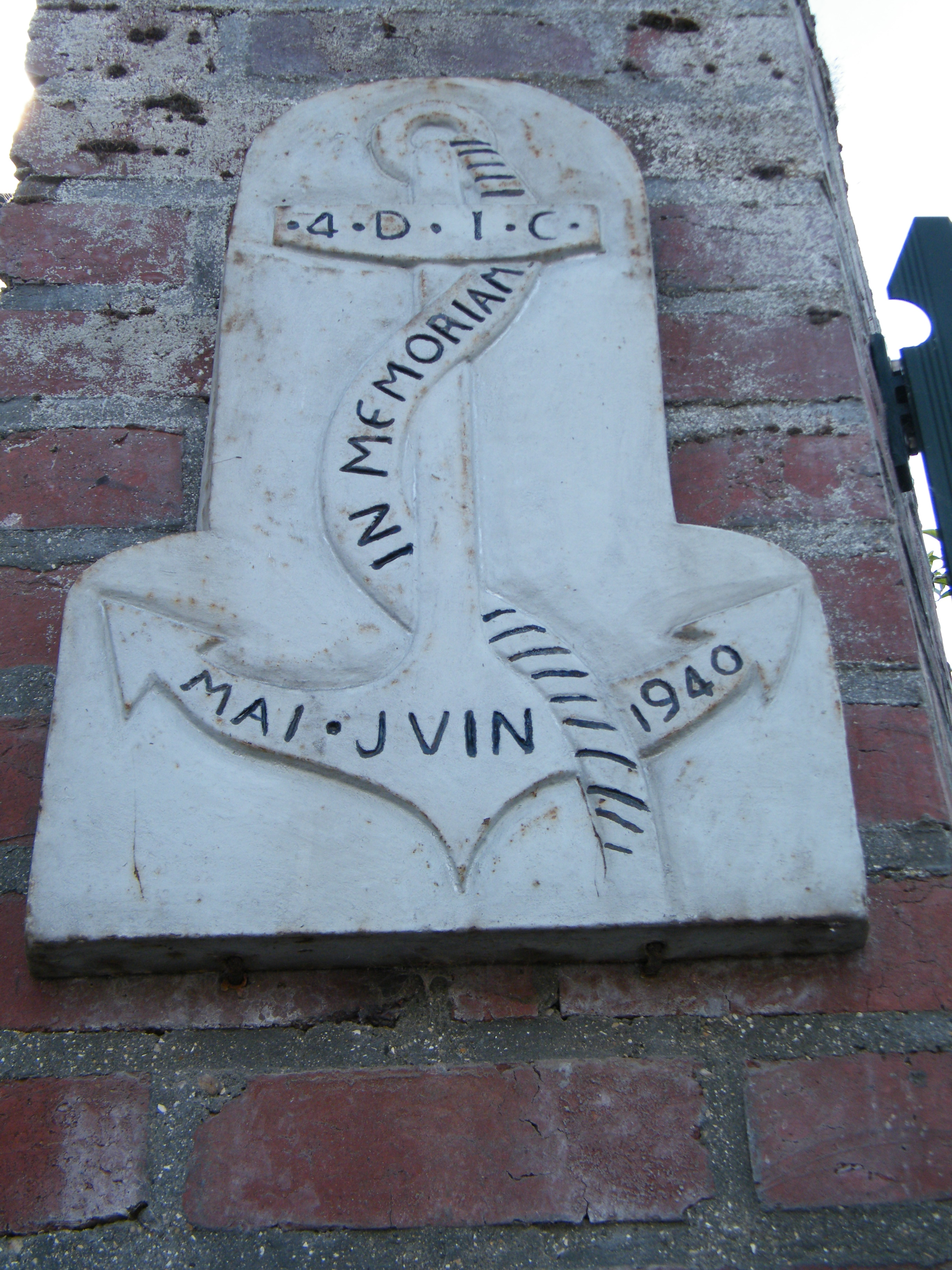
Aubigny
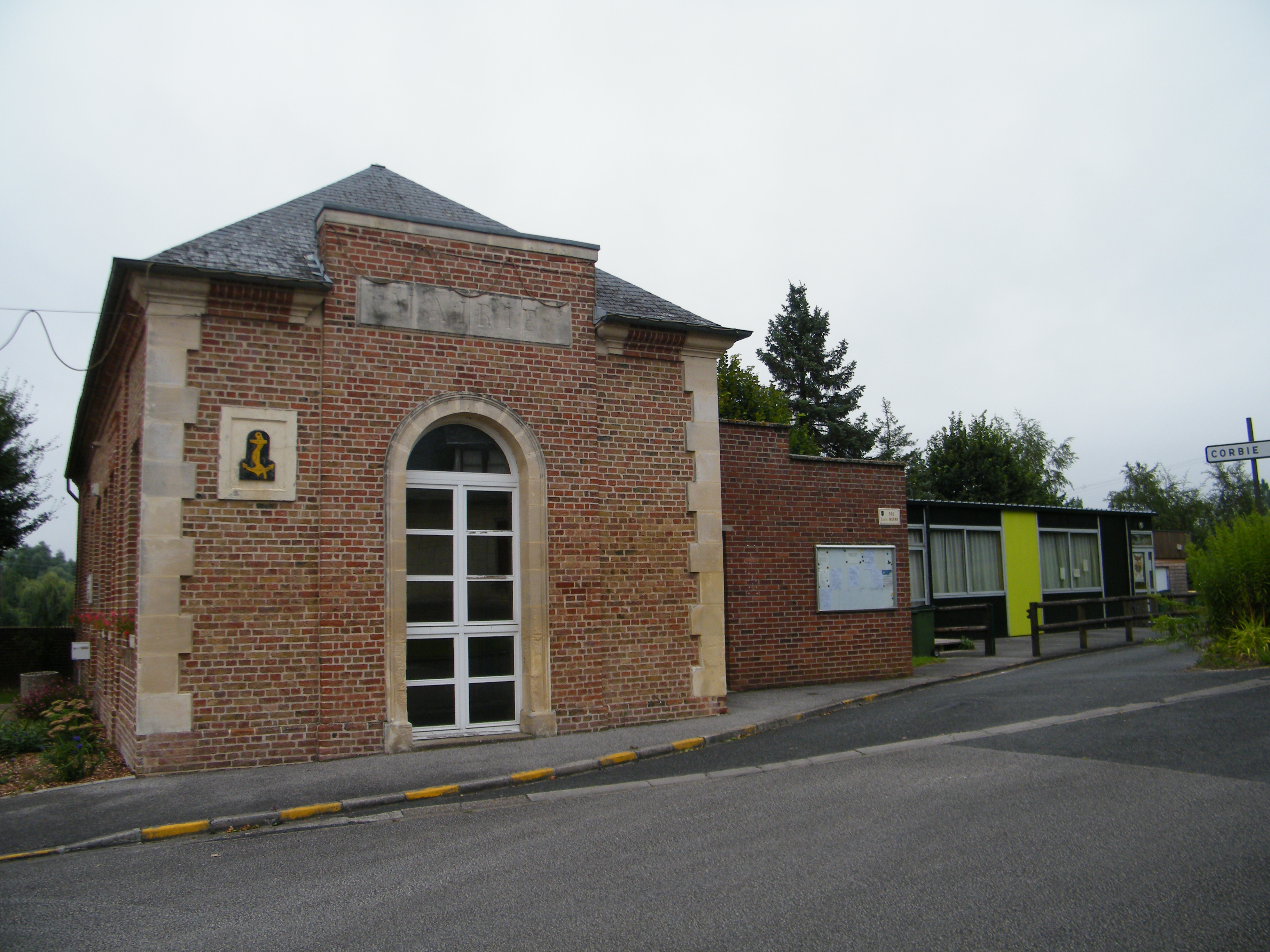
Blangy-Tronville
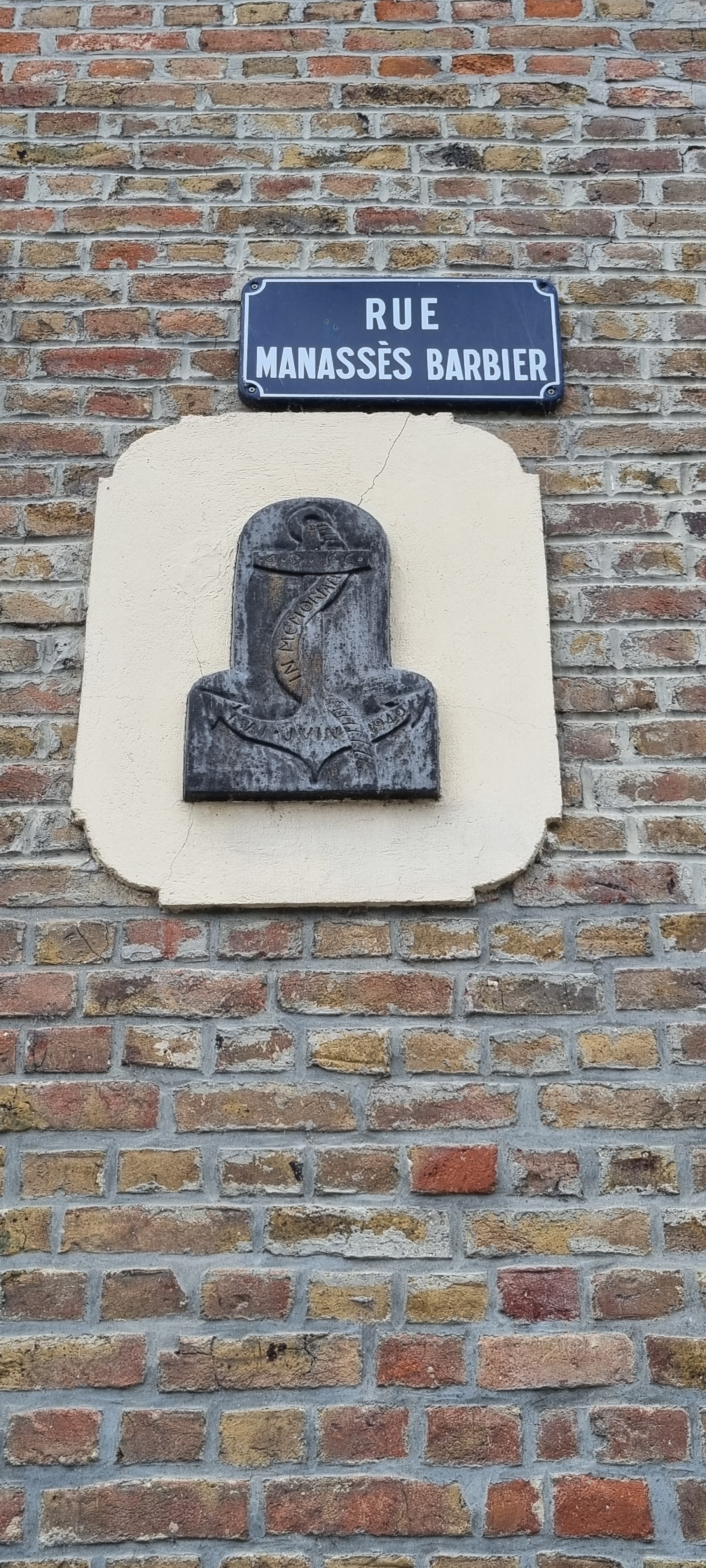
Boves
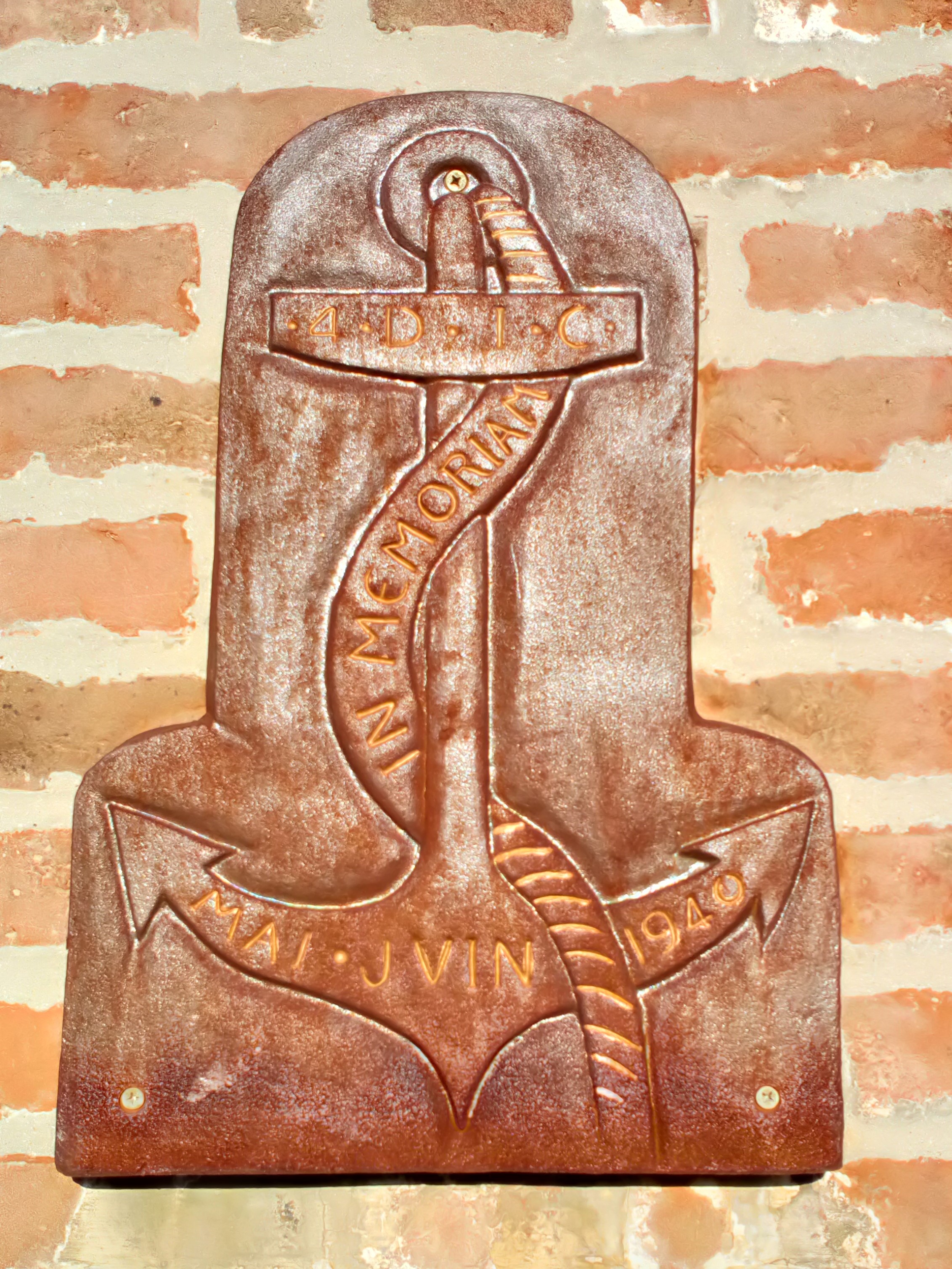
Cagny
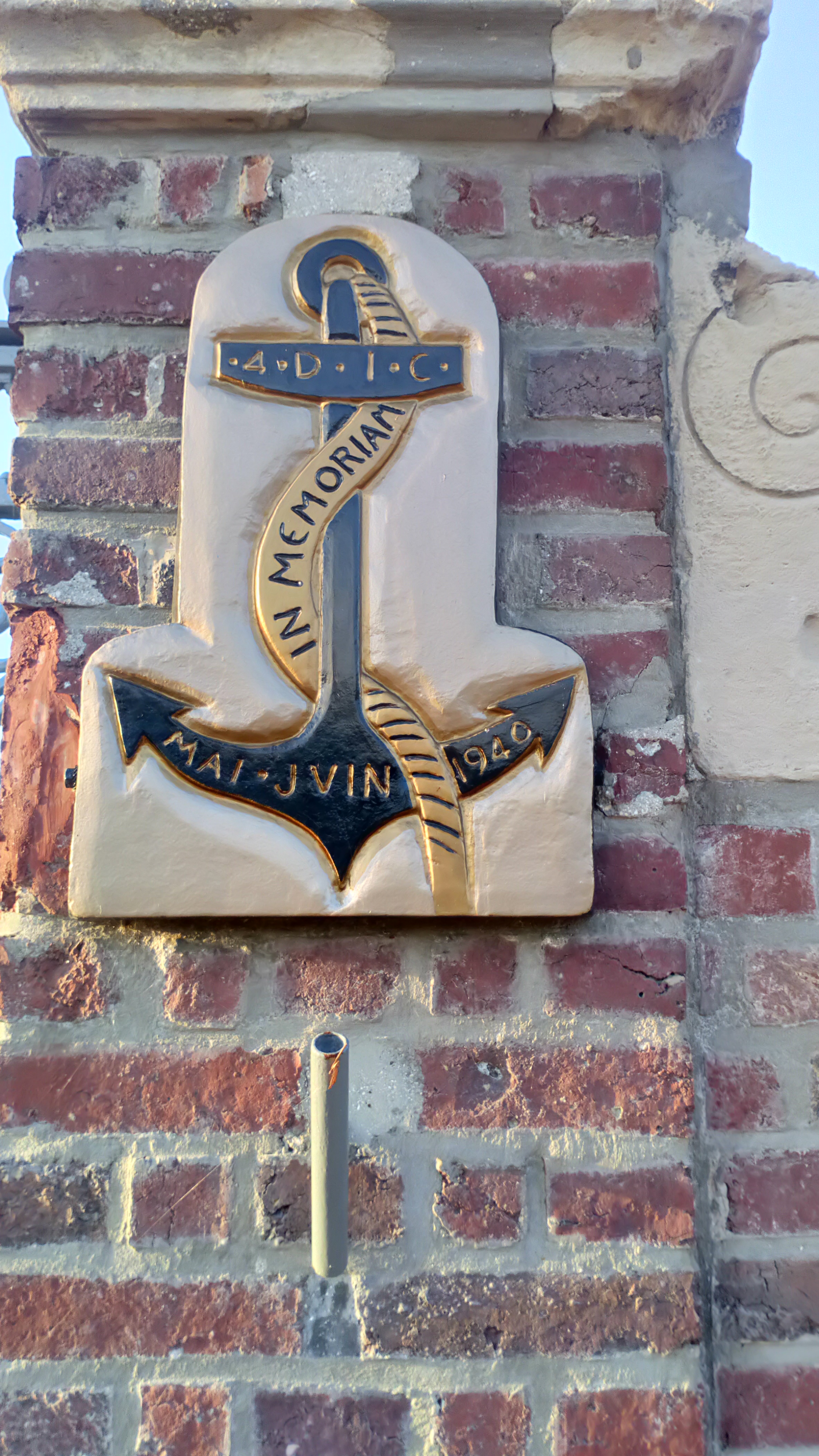
Fouilloy
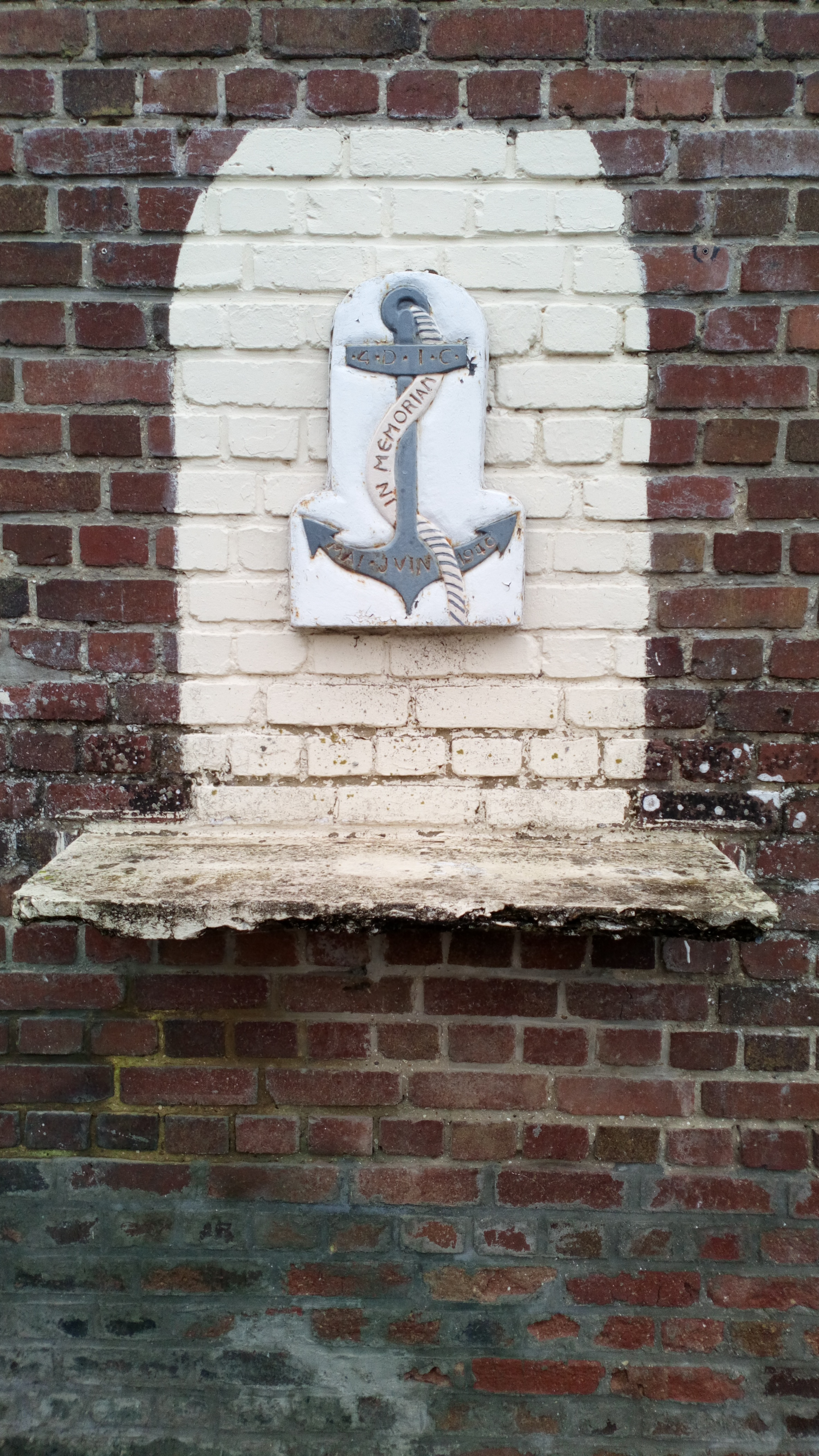
Le Hamel
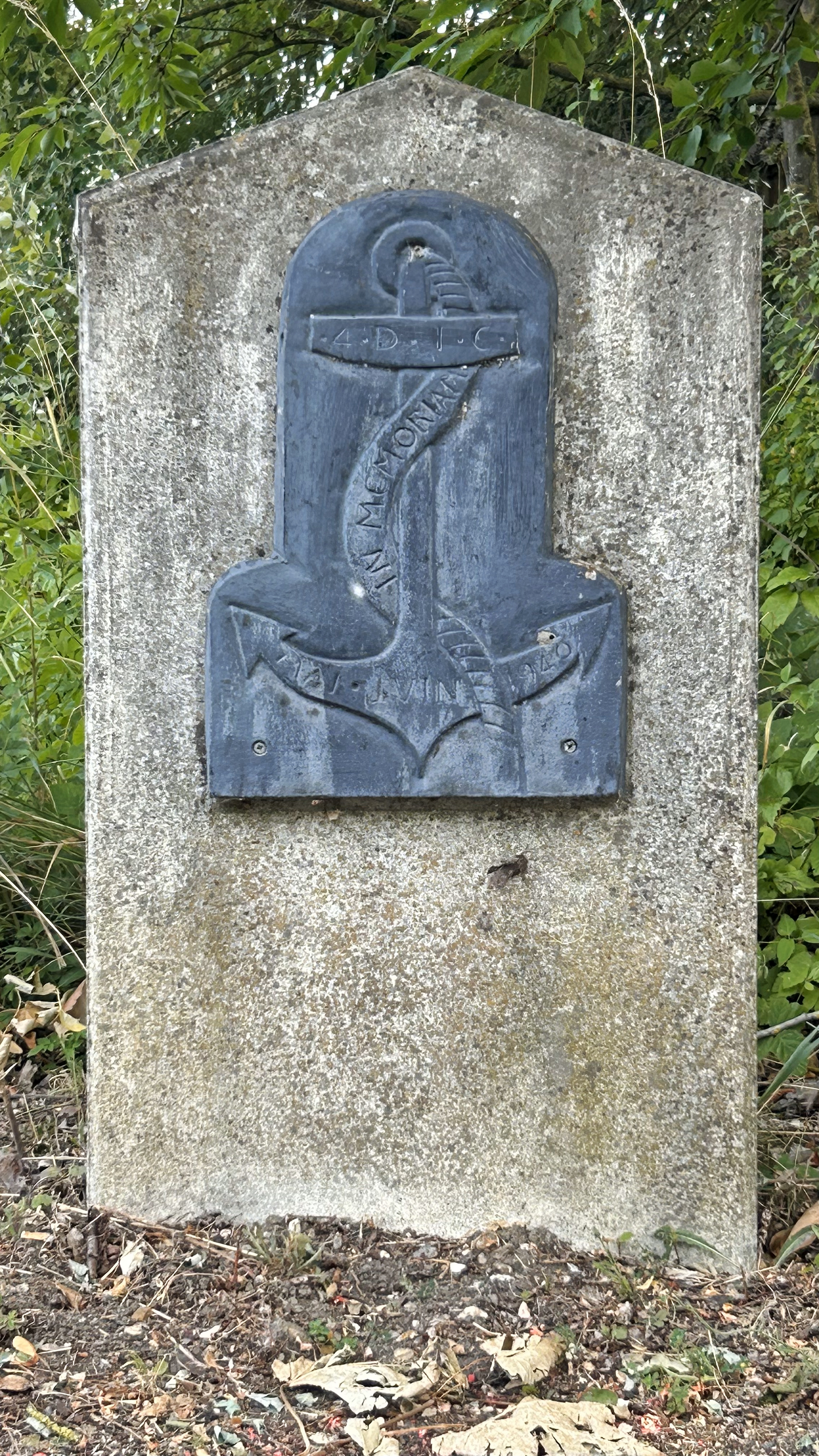
Longueau, Pont de l'Avre
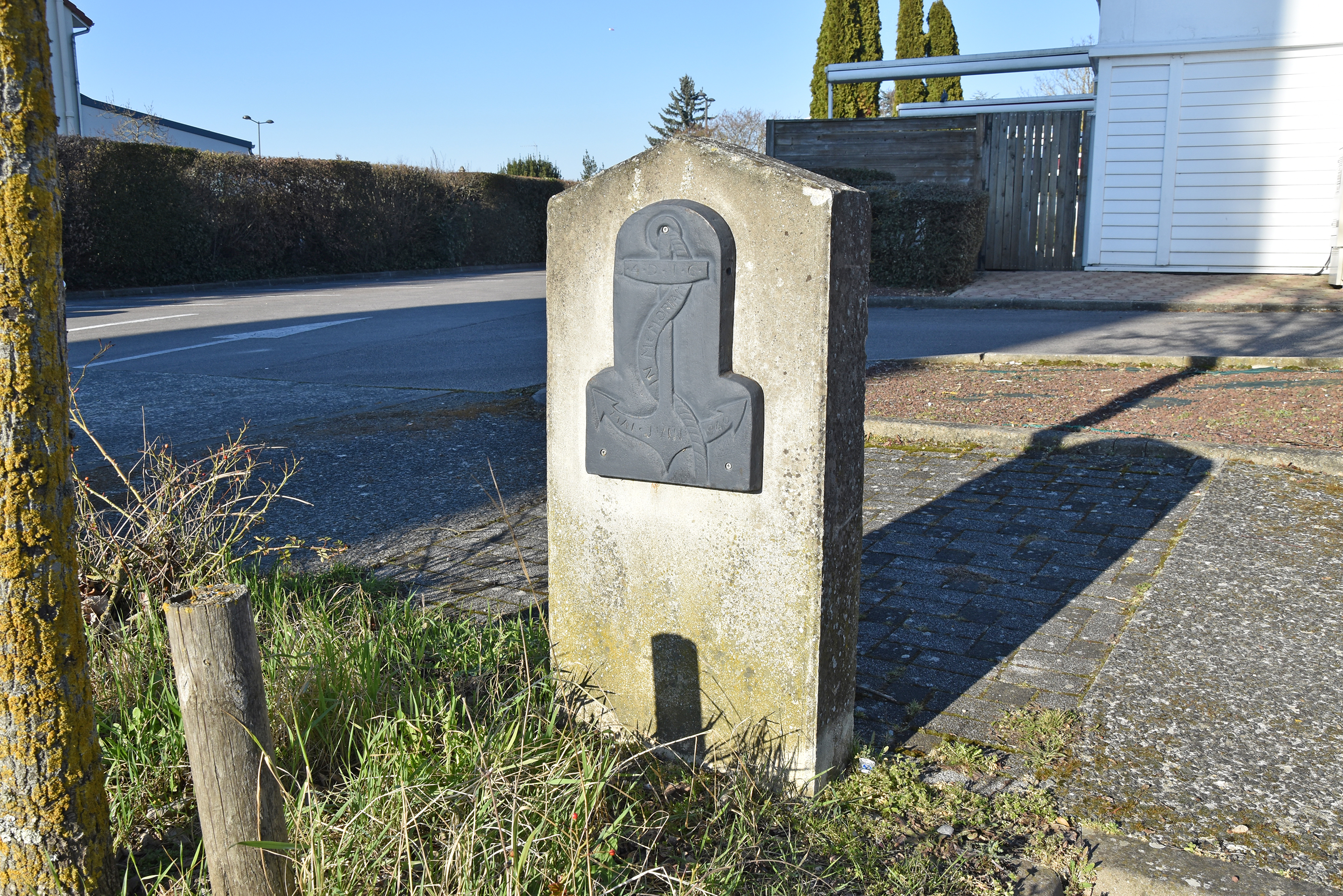
Longueau, Rue du phare du bout du Monde

## Pour approfondir